# Hapkin
Hapkin is een sterk blond bovengistend bier dat door de Belgische brouwerijgroep Alken-Maes wordt gebrouwen. Het heeft een alcoholgehalte van 8,5%.
Hapkin was oorspronkelijk een product van brouwerij Louwaege in het West-Vlaamse Kortemark. De naam Hapkin is ontleend aan graaf Boudewijn VII van Vlaanderen (1093-1119), bijgenaamd "Hapkin" of "met de bijl".

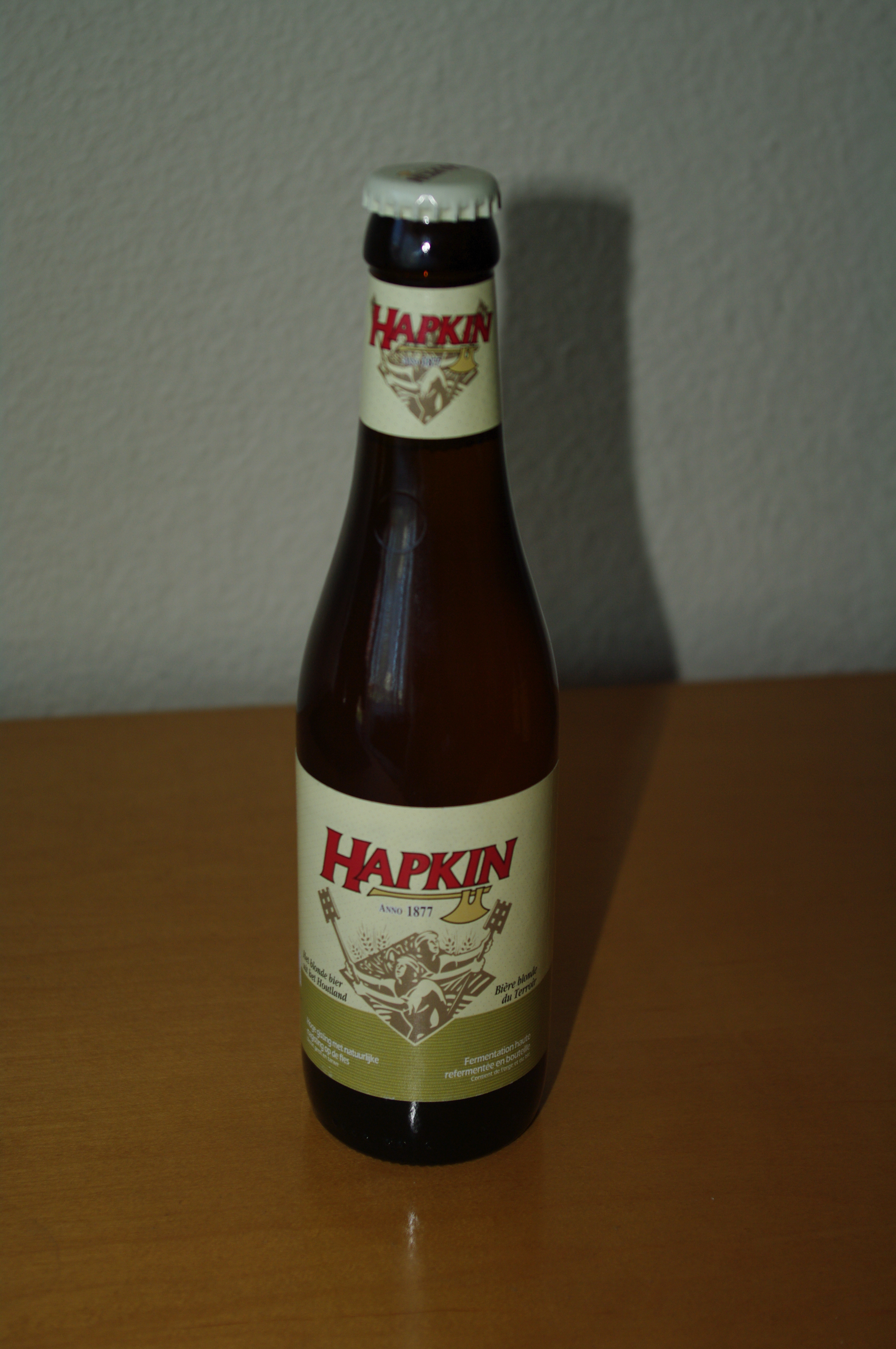
Fles in 2011

Brouwerij Louwaege werd in 2002 door Alken-Maes overgenomen en kort daarop gesloten. Hapkin werd vervolgens in de Brouwerij Union te Jumet en na de sluiting van deze in 2007 in de brouwerij in Alken gebrouwen.